# Oxypappus
Oxypappus là một chi thực vật có hoa trong họ Cúc (Asteraceae).

## Loài
Chi Oxypappus gồm các loài: